# Пиндрус, Ицхак
Ицхак Пиндрус (ивр. יִצְחָק זְאֵב פִּינְדְרוֹס‎, род. 20 июля 1971, Иерусалим) — израильский политик, депутат Кнессета от партии «Яхадут ха-Тора».

## Биография
Пиндрус — старший сын американских иммигрантов Моше и Зельды, которые переехали в Израиль и поселились в Иерусалиме. Он посещал ешиву Адерет Элияху, а затем женился в возрасте 19 лет и переехал в поселение Бейтар-Илит. С 1991 по 1996 год он работал советником Моше Лейбовица, главы местного совета Бейтар-Илита, а в 1996 году был избран заместителем руководителя совета от партии «Дегель ха-Тора». 
В 2001 году Пиндрус баллотировался на пост мэра Бейтар-Илита, сместив действующего мэра Йегуду Герлица. Пиндрус победил с перевесом всего в 162 голоса, получив 2688 голосов против 2526 у Герлица. В 2007 году Пиндрус проиграл выборы мэра Меиру Рубинштейну. После поражения на выборах мэра Бейтар-Илита Пиндрус вернулся в Старый город Иерусалима, где живёт со своей женой и шестью детьми. Он свободно владеет ивритом, английским и идишем. Впоследствии в 2008 году он попал в городской совет Иерусалима, став заместителем мэра и ответственным за санитарию и благоустройство города. Он был восемнадцатым в списке партии «Яхадут ха-Тора» (альянс «Дегель ха-Тора» и «Агудат Исраэль») на выборах 2013 года, но альянс получил только семь мест. Он был двадцать вторым в списке на выборах в Кнессет 2015 года, на которых Яхадут ха-Тора получила шесть мест. В 2016 году он стал исполняющим обязанности мэра Иерусалима.
Перед местными выборами 2018 года Пиндрус ушёл из городского совета Иерусалима и с поста заместителя мэра, чтобы принять участие в выборах мэра Эльада. Однако впоследствии ему было запрещено участвовать в выборах, поскольку он не был постоянным жителем города. В преддверии выборов в Кнессет в апреле 2019 года он занял восьмое место в списке Яхадут ха-Тора. Впоследствии он был избран в Кнессет, поскольку фракция получила восемь мест. Однако он потерял своё место на выборах в сентябре 2019 года, когда список партии сократился до семи мест. В июне 2020 года Пиндрус вновь вошёл в состав Кнессета, заменив Меира Поруша, который ушёл в отставку в соответствии с норвежским законом после назначения в кабинет министров.

## Взгляды

### Обращение в иудаизм через Армию обороны Израиля
Пиндрус публично выступил против законности обращения в иудаизм, проводимого в рамках израильской военной программы. На панельной дискуссии по вопросам религии и государства, организованной ITIM: Resources and Advocacy for Jewish Life и веб-сайтом «Kippah», которая состоялась перед выборами в Кнессет Израиля 2021 года, Пиндрус заявил, что не признаёт иудаизм выпускников программы Армии обороны Израиля Nativ, несмотря на их одобрение Главным раввинатом. Позже Пиндрус извинился на 12 канале Израиля за использование термина «шикса» по отношению к женщинам, принявшим иудаизм через Армию обороны Израиля. Пиндрус заявил, что использование этого термина неуместно, хотя он продолжал настаивать на том, что эти женщины не были еврейками согласно Галахе. Сообщается, что Пиндрус подвергся критике со стороны депутата Кнессета Яира Лапида, который ответил, что точка зрения Пиндруса отражает его неосведомлённость о приверженности этих женщин сохранению еврейской жизни в Израиле. 

### Молитва женщин у Стены Плача
Сообщается, что Пиндрус помог организовать оппозиционную кампанию харедим против «Женщин Стены» — плюралистичной еврейской молитвенной группы у Стены Плача. 

### Смертная казнь для насильников
Пиндрус публично высказался в поддержку идеи «расстрела в упор» насильников.

### Права ЛГБТ
Пиндрус выступает против парадов гордости, заявляя, что хочет помешать их проведению. Пиндрус сослался на Тору как на причину, по которой он выступает против гомосексуализма, заявив, что «падение в запрещённые отношения» представляет бо́льшую угрозу для Израиля, чем ХАМАС и Хезболла. Пиндрус покинул выступление новоизбранного председателя Кнессета Амира Оханы в знак протеста против упоминания Оханой его партнёра того же пола.